# Marit per sorpresa
Marit per sorpresa (originalment en anglès, The Accidental Husband) és una pel·lícula de comèdia romàntica estatunidenca de 2008 dirigida per Griffin Dunne i protagonitzada per Uma Thurman, Jeffrey Dean Morgan, Colin Firth, Isabella Rossellini i Sam Shepard. La pel·lícula va ser escrita per Mimi Hare, Clare Naylor i Bonnie Sikowitz, i va ser produïda per Jennifer Todd, Jason Blum i Uma Thurman. Es va estrenar a les sales de cinema al Regne Unit el 2008, però es va estrenar directament en format DVD als Estats Units. S'ha doblat al català oriental per TV3, que va emetre-la per primer cop el 26 de setembre de 2021; també s'ha editat una versió doblada al valencià per À Punt.

## Repartiment
- Uma Thurman com a Emma
- Colin Firth com a Richard
- Jeffrey Dean Morgan com a Patrick
- Sam Shepard com a Wilder
- Isabella Rossellini com a Mrs. Bollenbecker
- Brooke Adams com a Carolyn
- Keir Dullea com a Mr. Bollenbecker
- Justina Machado com a Sofia
- Lindsay Sloane com a Marcy
- Ajay Naidu com a Deep
- Sarita Choudhury com a Sunny
- Jeffrey Tedmori com a Ajay
- Nick Sandow com a Larry
- Michael Mosley com a Declan